# Danh sách câu lạc bộ bóng đá ở Sénégal
Đây là danh sách các câu lạc bộ bóng đá ở Sénégal.
Về danh sách đầy đủ, xem Thể loại:Câu lạc bộ bóng đá Sénégal

## Từ khóa
| Từ khóa thay đổi hạng đấu                                                                                      |
| --- |
| Câu lạc bộ mới                                                                                                 |
| Câu lạc bộ thăng hạng cao hơn, vô địch hoặc á quân của giải khu vực giành quyền tham gia Giải vô địch quốc gia |
| Câu lạc bộ chuyển giữa các hạng đấu cùng cấp độ                                                                |
| Câu lạc bộ bỏ giải hoặc tự giáng xuống cấp độ thấp hơn                                                         |
| Câu lạc bộ xuống hạng thấp hơn                                                                                 |
| Hạng thấp nhất chứa một hạng đấu                                                                               |

## A-C
| Câu lạc bộ           | Địa điểm     | Giải đấu/Hạng đấu (Khu vực) | Cấp độ | Thay đổi từ 2015 |
| -------------------- | ------------ | --------------------------- | ------ | ---------------- |
| ASC Jeanne d'Arc     | Dakar        | Ligue 2                     | 2      |                  |
| ASC Assur            | Richard-Toll | Ligue 2                     | 2      |                  |
| ASFA                 | Dakar        |                             |        |                  |
| Athletic Saint-Louis | Saint-Louis  |                             |        |                  |
| Avenir Mbacké        | Mbacké       |                             |        |                  |
| Avenir Kolda         | Kolda        |                             |        |                  |
| Bargueth Kébémer     |              |                             |        |                  |
| Birkilane            |              |                             |        |                  |
| ASC Cambérène        |              |                             |        |                  |
| Casa Sports          | Ziguinchor   | Ligue 1                     | 1      |                  |
| CNEPS Thiès          |              |                             |        |                  |
| Coton Sports         | Tambacounda  |                             |        |                  |

## D-F
| Câu lạc bộ          | Địa điểm     | Giải đấu/Hạng đấu (Khu vực) | Cấp độ | Thay đổi từ 2015 |
| ------------------- | ------------ | --------------------------- | ------ | ---------------- |
| Dahra FC            |              |                             |        |                  |
| AS Dakar Sacré-Cœur |              |                             |        |                  |
| Dakar UC            | Dakar        |                             |        |                  |
| ASC Diambars        | Dakar        | Ligue 1                     | 1      |                  |
| ASC Diaraf          | Dakar        | Ligue 1                     | 1      |                  |
| Diamono Djourbel    | Djourbel     |                             |        |                  |
| Diokoul FC          |              |                             |        |                  |
| Don Bosco           | Tambacounda  |                             |        |                  |
| AS Douanes          | Dakar        | Ligue 1                     | 1      |                  |
| ETICS Mboro         | Mboro        |                             |        |                  |
| Espoirs Bignona     |              |                             |        |                  |
| Étoile Lusitana     |              |                             |        |                  |
| CNEPS Excellence    |              |                             |        |                  |
| Foyer Richard-Toll  | Richard-Toll |                             |        |                  |

## G-L
| Câu lạc bộ      | Địa điểm      | Giải đấu/Hạng đấu (Khu vực) | Cấp độ | Thay đổi từ 2015   |
| --------------- | ------------- | --------------------------- | ------ | ------------------ |
| AS Gadiaga      | Bakel         |                             |        |                    |
| Géneration Foot | Sangalkam     | Ligue 1                     | 1      | Thăng hạng Ligue 1 |
| Gouney Ngaye    | Ngaye         |                             |        |                    |
| US Gorée        | Dakar - Gorée | Ligue 1                     | 1      |                    |
| Guédiawaye FC   | Guédiawaye    | Ligue 1                     | 1      |                    |
| US Guinguinéo   |               |                             |        |                    |
| ASC HLM         | Dakar         | Ligue 2                     | 2      |                    |
| Fatick          |               |                             |        |                    |
| Jamono          | Louga         |                             |        |                    |
| Kaffrine FA     |               |                             |        |                    |
| Kawral          | Vélingara     |                             |        |                    |
| Kaolack FC      |               |                             |        |                    |
| Keur Mador      |               |                             |        |                    |
| ASC Khombole    |               |                             |        |                    |
| ASC Linguère    | Saint-Louis   | Ligue 1                     | 1      |                    |

## M-R
| Câu lạc bộ                   | Địa điểm       | Giải đấu/Hạng đấu (Khu vực) | Cấp độ | Thay đổi từ 2015   |
| ---------------------------- | -------------- | --------------------------- | ------ | ------------------ |
| Mama Guedj Joal              |                |                             |        |                    |
| Mbouré-Petite Cote FC        | Dakar          | Ligue 1                     | 1      |                    |
| ASC Mbaxaan-Thiès            | Thiès          |                             |        |                    |
| ASC Médiour                  | Rufisque       |                             |        |                    |
| ASEC Ndiambour               |                |                             |        |                    |
| Niary Tally                  | Dakar          | Ligue 1                     | 1      |                    |
| Olympique de Ngor            | Dakar - Ngor   | Ligue 2                     | 2      | Xuống hạng Ligue 2 |
| Olympique Thiès              | Thiès          |                             |        |                    |
| US Ouakam                    | Dakar - Ouakam | Ligue 1                     | 1      |                    |
| Police                       | Dakar          | Ligue 2                     | 2      |                    |
| AS Pikine                    | Pikine         | Ligue 2                     | 2      |                    |
| ASC Port Autonome            | Dakar          | Ligue 2                     | 1      |                    |
| ASC Renaissance de Dakar     | Dakar          |                             |        |                    |
| Renaissance sportive de Yoff |                |                             |        |                    |
| US Rail                      |                |                             |        |                    |

## S-Z
| Câu lạc bộ     | Địa điểm    | Giải đấu/Hạng đấu (Khu vực) | Cấp độ | Thay đổi từ 2015   |
| -------------- | ----------- | --------------------------- | ------ | ------------------ |
| Saint-Louis FC | Saint-Louis |                             |        |                    |
| ASC Saloum     | Kaolack     | Division 1                  | 3      |                    |
| Santhiaba      |             |                             |        |                    |
| UCA Sédhiou    |             |                             |        |                    |
| Somone         |             |                             |        |                    |
| Sporting       | Rufisque    |                             |        |                    |
| Stade Mbour    | Mbour       | Ligue 1                     | 1      |                    |
| Stade Thiaroye | Thiaroye    |                             |        |                    |
| ASC SUNEOR     | Diourbel    | Ligue 2                     | 2      | Xuống hạng Ligue 2 |
| Tengueth FC    | Tengueth    | Ligue 1                     | 1      | Thăng hạng Ligue 1 |
| SC Thiès       | Thiès       |                             |        |                    |
| US Tivaouane   |             |                             |        |                    |
| ASC Xam Xam    |             |                             |        |                    |
| ASC Yakaar     |             |                             |        |                    |
| ASC Yeggo      |             |                             |        |                    |